# Stocklinch
Stocklinch – wieś w Anglii, w hrabstwie Somerset, w dystrykcie (unitary authority) Somerset. Leży 59 km na południe od miasta Bristol i 202 km na zachód od Londynu. W 2002 miejscowość liczyła 121 mieszkańców.